# Empus Talu
Empus Talu is een bestuurslaag in het regentschap Aceh Tengah van de provincie Atjeh, Indonesië. Empus Talu telt 655 inwoners (volkstelling 2010).